# 까불지마
"까불지마"는 2004년에 개봉한 대한민국의 영화이다.

## 트리비아
최불암 (벽돌 역)은 1990년 반쪽아이들 이후 한동안 드라마,방송 위주에만 전념해 왔다가 해당 영화로 스크린 복귀를 했다.
한편, 오지명의 영화감독 데뷔작으로 화제가 됐으며 주현이 캐스팅 물망에 올랐으나 다른 일정과 겹쳐 고사했다.
아울러,  작품성 평가 등에서 혹평을 받아 흥행에 실패했고 오지명은 그 이후 한동안 연예활동을 잠정 중단했다.

## 줄거리
동방파의 공동 부두목인 벽돌(최불암)과 개떡(오지명)은 동방파의 후계자 자리를 놓고 서로 싸움박질을 일삼았다. 여기에 그들의 후배인 임삼복(노주현)까지 가담한 이들 3인방은 뒷 세계에서 모르는 이가 없을 정도로 유명했다. 그러나 벽돌과 개떡은 사리사욕에 눈이 먼 조동팔(김학철)의 음모에 말려들어 경찰에 체포되고 각각 징역 15년을 언도받고 교도소에서 복역하게 된다. 벽돌과 개떡은 동팔에게 복수를 하기 위해 교도소에 혈서까지 쓴다. 이때 임삼복은 벽돌과 개떡의 옥바라지를 하고 있었다.
15년 후 벽돌과 개떡이 풀려나자 조동팔에게 복수를 하기 위해 조동팔을 찾아갔으나 조동팔 역시 벽돌과 개떡이 그랬던 것처럼 누명을 쓰고 경찰에게 잡혀가고 있었다. 벽돌과 개떡은 동팔을 살해하기 위해 동팔이 수감된 교도소를 찾아갔으나 조동팔의 거래에 의하여 벽돌과 개떡 그리고 임삼복은 오히려 조동팔의 딸 은지의 경호원이 된다.

## 캐스팅
- 최불암 : 벽돌 역
- 오지명 : 삼복 역
- 노주현 : 개떡 역
- 임유진 : 조은지 역
- 김정훈 : 권명석 역
- 이진성 : 김 부장 역
- 김학철 : 조동팔 역
- 정호빈 : 야수 역
- 윤서현 : 기자 역
- 최지나 : 순영 역
- 서명석 : 벽돌 대역
- 한정현 : 개떡 대역
- 김상용 : 삼복 대역
- 한규희 : 명석 부 역
- 원종례 : 명석 모 역
- 최길호 : 보스 역
- 최지웅 : 야수부두목 역
- 손병희 : 우두머리 역
- 오순태 : 야수꼬붕 1 역
- 나재욱 : 야수꼬붕 2 역
- 유병석 : 소매치기 역
- 유형관 : 방장 역
- 서진원 : 형사 역
- 이민우 : 고등학생 역
- 정다빈 : 어린 은지 역
- 이경미 : 미용사 역
- 김태훈 : 조연출 역
- 정병철 : MC 역
- 이근우 : 순경 역
- 김지훈 : 청년 역
- 한장일 : 간수 역
- 김지홍 : 리포터 역
- 정세운 : 통신사 역
- 이성진 : 건달 역
- 노진원 : 허벅죄수 역
- 조윤진 : 기자 1 역
- 이재경 : 은지코디 역
- 유희연 : 은지코디 역
- 김동철 : 은지밴문짱 역
- 정남 : 라디오 DJ 역
- 구자형 : 기장 역
- 정유신 : AD 1 역
- 권창범 : AD 2 역
- 윤은정 : 간호사 역
- 김흥국 (우정출연)

## 이모저모
- 음악을 담당한 오진우는 오지명(본명 오진홍)의 친동생[6]이다.